# SL Benfica (fútbol sala)
La sección de fútbol sala del Sport Lisboa e Benfica fue inaugurada en 2001, compitiendo por vez primera en la liga portuguesa en la temporada 2001/02. Desde su creación el club, con sede en Lisboa, ha competido por todos los títulos nacionales, manteniendo una gran rivalidad deportiva con el Sporting Clube de Portugal, también ubicado en Lisboa.
El Benfica tiene el honor de haber conseguido los tres grandes títulos nacionales (Primera División, Copa y Supercopa) en las temporadas 2006/07 y 2011/12. Actualmente, desde el año 2016, en Portugal también se disputa anualmente la Copa de Liga.
Además, fue el primer club portugués en ganar la máxima competición europea de fútbol sala, venciendo al Movistar Inter en la final de la Copa de la UEFA de Fútbol Sala 2009-10. En el año 2012, terminaron como número 1 en el ranking de la UEFA de fútbol sala.

## Plantilla 2018/2019
|    | Nac.     | Nombre                    | Sobrenombre        | Puesto     |
| -- | -------- | ------------------------- | ------------------ | ---------- |
| 1  | Portugal | André Correia             | André Correia      | Portero    |
| 12 | Portugal | Cristiano Marques         | Cristiano          | Portero    |
| 22 | Brasil   | Diego Roncaglio           | Diego Roncaglio    | Portero    |
| 3  | España   | Marc Tolrà García         | Marc Tolrà         | Cierre     |
| 4  | Portugal | André Coelho              | André Coelho       | Ala-cierre |
| 7  | Portugal | Bruno Coelho              | Bruno Coelho       | Ala-cierre |
| 14 | Portugal | Silvestre Ferreira        | Silvestre Ferreira | Ala-cierre |
| 21 | Portugal | Afonso Jesus              | Afonso Jesus       | Ala-Cierre |
| 19 | Brasil   | Rafael Nogueira da Silva  | Fits               | Pivot      |
| 17 | España   | Raúl Campos               | Raúl Campos        | Ala-pivot  |
| 5  | Portugal | Fábio Cecílio             | Fábio Cecílio      | Universal  |
| 9  | Portugal | Miguel Ângelo             | Miguel Ângelo      | Ala        |
| 6  | Portugal | Tiago Brito               | Tiago Brito        | Ala        |
| 2  | Brasil   | Chaguinha                 | Chaguinha          | Ala        |
| 18 | Brasil   | Fernando Nascimento Cosme | Fernandinho        | Ala        |
| 13 | Portugal | Bruno Graça               | Bruno Graça        | Ala        |
| 8  | Japón    | Rafael Henmi              | Rafael Henmi       | Ala        |
| 6  | Rusia    | Edelson Robson dos Santos | Robinho            | Ala        |

Entrenador:  Joel Rocha

## Trayectoria
| 2019-20                                               | 1ªD |         |             |               | 2º |               |                |
| 2018-19                                               | 1ªD | 1º      | 1º          | 2º            | -  | 1º            | Ronda Élite    |
| 2017-18                                               | 1ªD | 2º      | 2º          | Semifinales   | 2º | 1º            | -              |
| 2016-17                                               | 1ªD | 2º      | Semifinales | 1º            | 1º | Cuartos final | -              |
| 2015-16                                               | 1ªD | 2º      | 2º          | 2º            | 1º | Cuartos final | 3º             |
| 2014-15                                               | 1ªD | 1º      | 1º          | 1º            | -  | No existe     | -              |
| 2013-14                                               | 1ªD | 1º      | Semifinales | 2º            | -  | No existe     | -              |
| 2012-13                                               | 1ªD | 2º      | 2º          | Cuartos final | 1º | No existe     | Ronda Élite    |
| 2011-12                                               | 1ªD | 1º      | 1º          | 1º            | 1º | No existe     | -              |
| 2010-11                                               | 1ªD | 1º      | 2º          | 2º            | -  | No existe     | 4º             |
| 2009-10                                               | 1ªD | 3º      | 2º          | 2º            | 1º | No existe     | 1º             |
| 2008-09                                               | 1ªD | 1º      | 1º          | 1º            | 2º | No existe     | Ronda Élite    |
| 2007-08                                               | 1ªD | 1º      | 1º          | 2ª ronda      | 1º | No existe     | Ronda Élite    |
| 2006-07                                               | 1ªD | 1º      | 1º          | 1º            | 1º | No existe     | -              |
| 2005-06                                               | 1ªD | 2º      | 2º          | 2º            | 2º | No existe     | 2ª Fase Grupos |
| 2004-05                                               | 1ªD | 1º      | 1º          | 1º            | -  | No existe     | -              |
| 2003-04                                               | 1ªD | 2º      | No existe   | 3ª ronda      | 1º | No existe     | 2º             |
| 2002-03                                               | 1ªD | Campeón | No existe   | 1º            | -  | No existe     | -              |
| 2001-02                                               | 1ªD | 2º      | No existe   | Cuartos final | -  | No existe     | -              |
| Datos actualizados hasta el 23 de septiembre de 2019. |     |         |             |               |    |               |                |

## Palmarés

### Torneos internacionales (1)
| Competición            | Títulos | Subcampeonatos |
| ---------------------- | ------- | -------------- |
| Recopa de Europa (0/1) |         | 2006-07        |
| UEFA Futsal Cup (1/1)  | 2009-10 | 2003-04        |

### Torneos nacionales (25)
| Competición                        | Títulos                                                                           | Subcampeonatos                                                         |
| ---------------------------------- | --------------------------------------------------------------------------------- | ---------------------------------------------------------------------- |
| Primera División de Portugal (8/8) | 2002–03, 2004–05, 2006–07, 2007–08, 2008–09, 2011–12, 2014–15, 2018–19            | 2001-02, 2003-04, 2005–06, 2009–10, 2010–11, 2012–13, 2015–16, 2017–18 |
| Taça de Portugal (7/6)             | 2002–03, 2004–05, 2006–07, 2008–09, 2011–12, 2014-15, 2016–17 (Récord compartido) | 2005-06, 2009-10, 2010-11, 2013-14, 2015-16, 2018-19                   |
| Taça de Liga (2/0)                 | 2018, 2019 (Récord compartido)                                                    |                                                                        |
| Supertaça de Portugal (8/4)        | 2003, 2006, 2007, 2009, 2011, 2012, 2015, 2016                                    | 2005, 2008, 2017, 2019                                                 |